# Siepietnica
Siepietnica é uma cidade da Polónia, na Voivodia da Subcarpácia, Condado de Jasło.